# Gora Bastion
Gora Bastion är ett berg i Antarktis. Det ligger i Östantarktis. Australien gör anspråk på området. Toppen på Gora Bastion är 1 507 meter över havet.
Terrängen runt Gora Bastion är huvudsakligen lite kuperad. Trakten är obefolkad. Det finns inga samhällen i närheten.